# 197 Арета
197 Арета (197 Arete) — астероїд головного поясу, відкритий 21 травня 1879 року.